# Necropoli di Giza
La Necropoli di Giza è un complesso di antichi monumenti della civiltà egizia situato nella piana di Giza, alla periferia occidentale del Cairo, in Egitto.

## Storia
La necropoli di Giza è, insieme a Saqqara e Tebe, il luogo di sepoltura più importante dell'Antico Egitto. Le prime sepolture avvennero qui tra la I e la III dinastia. Acquistò grande importanza durante la IV dinastia, quando i faraoni Cheope, Chefren e Micerino scelsero Giza come luogo per le loro piramidi. Qui furono sepolti, oltre ai faraoni, anche i loro familiari, funzionari e sacerdoti. Alla fine dell'Antico Regno, durante la VI dinastia, qui furono costruite diverse centinaia di tombe. Successivamente, Giza perse la sua importanza, ma fu nuovamente utilizzata come luogo di sepoltura durante il Periodo tardo, come parte di un generale ritorno al passato egiziano.
La necropoli di Giza era solo una delle necropoli di Menfi, capitale dell'Antico Regno egizio,  dista 8 km circa dall'antica città di Giza, sul Nilo, e 25 km circa dal centro del Cairo in direzione sud-ovest. Al suo interno si trovano la Piramide di Cheope o Grande Piramide, l'unica tra le sette meraviglie del mondo antico secondo la lista redatta da Antipatro di Sidone che sia giunta sino ai giorni nostri, la Piramide di Chefren, la Piramide di Micerino e la Sfinge, attorniate da altri piccoli edifici, noti come Piramidi delle Regine, templi funerari, rampe processionali, templi a valle e necropoli minori di varie epoche.
La forma piramidale perfetta fu adottata dai costruttori egizi perché oltre al culto dei faraoni era praticato anche quello del Sole: gli spigoli della Piramide rappresenterebbero i raggi solari che scendono sulla terra e la Piramide stessa la scala per salire al cielo. Gli egizi furono molto precisi nell'orientare ciascuna delle quattro facce in direzione di uno dei punti cardinali, come proprio le tre grandi Piramidi di Giza testimoniano. Secondo la teoria più diffusa, grandi blocchi di pietra venivano estratti da una vicina cava, per poi essere trasportati ed infine posizionati sulle piramidi con l'ausilio di rampe.
La Sfinge raffigura una creatura mitologica con corpo di leone e testa d'uomo (nello specifico è detta anche androsfinge o sfinge andricefala) sdraiata. Sorge nella parte orientale del complesso ed è rivolta verso est; attualmente gli egittologi ritengono che il volto della Grande Sfinge sia quello di Chefren. I numerosi cimiteri, con mastabe (particolare tipo di tomba monumentale utilizzata durante le prime fasi della civiltà Egizia; il termine significa "panca" o "banchetto") e tombe private, presentano importanti sepolture di alti funzionari e componenti delle famiglie reali, tra cui quella della regina Meresankh III. Tra le ultime scoperte vi è il villaggio degli artigiani che costruirono le Piramidi.
Per via delle fotografie realizzate nel XIX secolo, le Piramidi di Giza sono in genere immaginate dai turisti come se fossero posizionate in una remota località desertica, sebbene in realtà la loro zona sia circondata da una popolosa area urbana, formata da numerose palazzine. La Necropoli di Giza, assieme agli antichi siti funerari di Menfi, Saqqara, Dahshur, Abu Rawash ed Abusir, è stata proclamata Patrimonio dell'umanità dall'UNESCO nel 1979. Tutti i siti citati sono collocati nel Governatorato di Giza, zona sud-est della capitale Il Cairo.

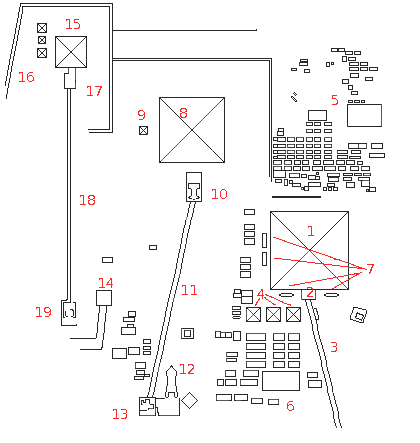
Mappa della necropoli di Giza, legenda:
1 - Piramide di Cheope
2 - Tempio funebre di Cheope
3 - Via cerimoniale
4 - Piramidi secondarie
5 - Necropoli occidentale
6 - Necropoli orientale
7 - Fosse delle barche solari
8 - Piramide di Chefren
9 - Piramide secondaria
10 - Tempio funerario di Chefren
11 - Via cerimoniale
12 - Sfinge
13 - Tempio a valle di Chefren
14 - Tomba della regina Kentkaus
15 - Piramide di Micerino
16 - Piramidi secondarie
17 - Tempio funerario di Micerino
18 - Via cerimoniale
19 - Tempio a valle di Micerino

### Tecnica di costruzione delle piramidi
Ci sono varie teorie sulle tecniche di costruzione della grande piramide. La maggior parte di queste teorie sono basate sull'idea che le piramidi siano state costruite trasportando le pietre da una cava, trascinandole e poi sollevandole per porle in opera. I disaccordi riguardano il metodo di trasporto e di posizionamento. Secondo alcuni, le pietre non sarebbero naturali, ma blocchi artificiali fabbricati sul posto preparando una sorta di "cemento calcareo".
Secondo una teoria, risalente all'epoca dell'Antica Grecia, le piramidi sarebbero state costruite utilizzando schiavi. Da decenni quest'idea non è più ritenuta plausibile. Si ritiene invece che la Grande Piramide sia stata costruita da decine di migliaia di lavoratori, qualificati e non qualificati, che si accamparono vicino alle piramidi e lavorarono per un salario, oppure offrivano il proprio lavoro come forma di pagamento delle tasse. La prova che si adduce per questa ricostruzione è la presenza di necropoli dei lavoratori nelle vicinanze delle piramidi, scoperte nel 1990 dagli archeologi Zahi Hawass, egiziano, e Mark Lehner, statunitense.
L'egittologo ceco Miroslav Verner postula che il lavoro fosse organizzato in una gerarchia, composta da due bande di 100.000 uomini, divise in cinque zaa o  phyle di 20.000 uomini ciascuno, che potrebbe essere stato ulteriormente suddiviso in base alle competenze dei lavoratori.

### L'oblio delle piramidi di Giza nel Medioevo

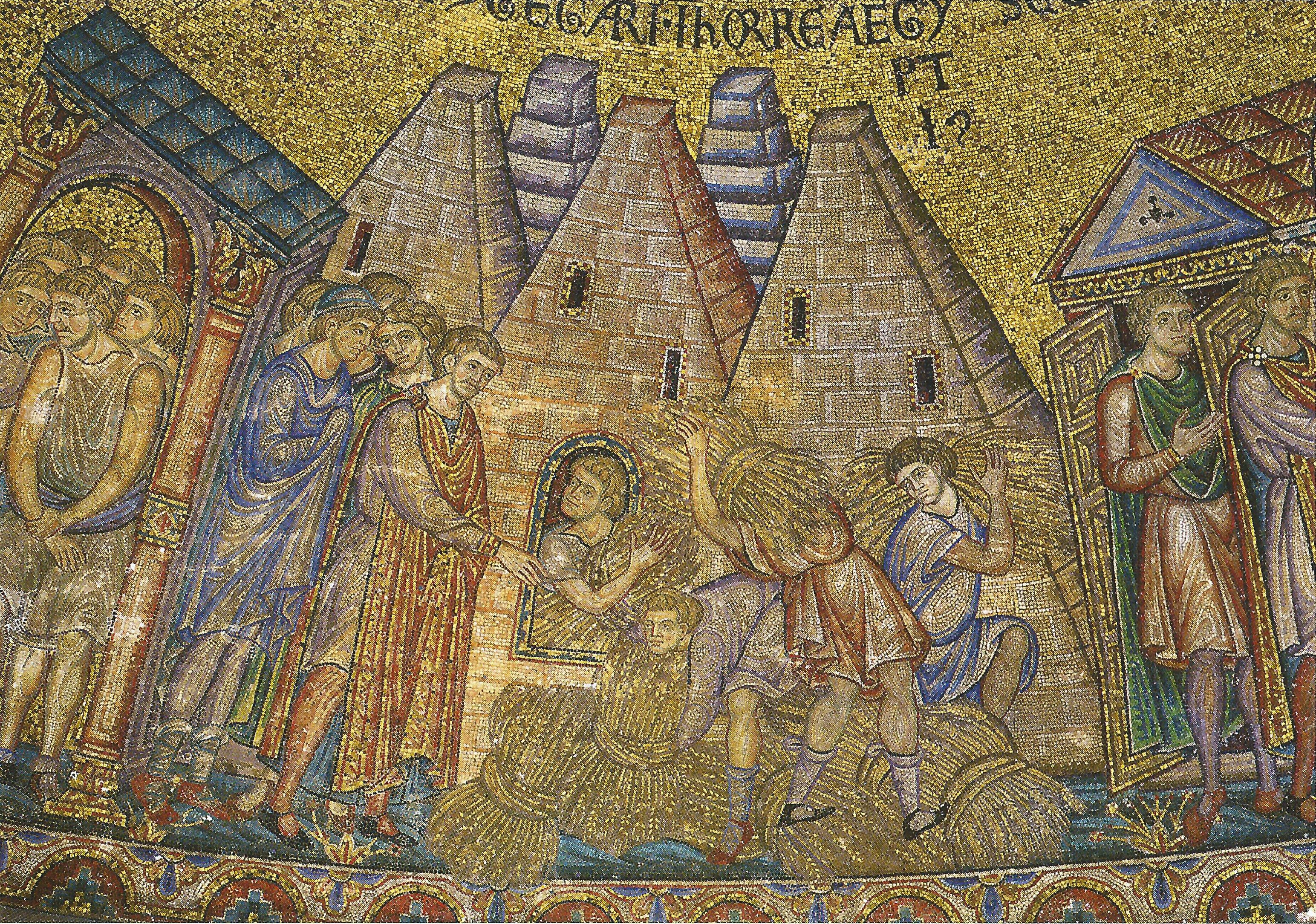
Giuseppe e le piramidi, rappresentate come granai (mosaico della terza cupola nord del nartece della Basilica di San Marco di Venezia).

Nel Medioevo si perse la cognizione della vera natura delle piramidi di Giza, tanto che erano credute essere i "granai di Giuseppe". Come è narrato nella Genesi (41:47-8), Giuseppe, dopo essere stato venduto per gelosia dai fratelli, era diventato visir d'Egitto e vide in sogno che ci sarebbero stati sette anni di prosperità seguiti da sette anni di carestia; fece quindi costruire grandi granai per accumulare riserve, che sarebbero state utilizzate per superare il periodo di penuria di cibo.
La tradizione identificò questi magazzini con le piramidi, sia a causa delle grandi dimensioni, sia per l'etimologia del nome "piramidi" fornita da Stefano di Bisanzio, che faceva derivare il termine dal greco "pyros", ossia "grano". Anche se nella Genesi non si trova alcun cenno a ciò, lo storico del VI secolo Gregorio di Tours diede credito a questa teoria, seguita anche dall'artista dei mosaici del transetto della Basilica di San Marco di Venezia, in una scena in cui il patriarca Giuseppe sovrintende alla raccolta del grano e sullo sfondo si vedono le piramidi per accoglierlo. I resoconti dei pellegrini confermavano la tradizione, come ad esempio quella del pellegrino anonimo di Piacenza, che afferma inopinatamente che i granai "sono ancora pieni".
Già alla fine dell'Età antica, comunque, la cognizione della reale natura delle piramidi si stava perdendo, come mostrano gli scritti di Egeria (IV - V sec.) e Giulio Onorio (V secolo), concordi nell'identificare le piramidi con i granai di Giuseppe.

### La riscoperta delle piramidi nel periodo dell'Umanesimo
Fu solo nel periodo dell'Umanesimo che Ciriaco d'Ancona, il padre dell'archeologia, riscoprì la vera natura di questi monumenti egizi. Nel 1435 si recò in Egitto, allora dominio dei Mamelucchi. Con il permesso di esplorare il paese, rilasciatogli dal sultano del Cairo, risalì il corso del Nilo durante la piena e facendosi guidare dalle parole di Erodoto poté ritrovare ed identificare le Piramidi, che allora erano utilizzate come cave di pietre da cui estrarre materiali per altre costruzioni. Sulla base del racconto di Erodoto, Ciriaco smentì la falsa credenza che tali monumenti fossero i "granai di Giuseppe".
Ciriaco d'Ancona fu dunque il primo europeo moderno a identificare correttamente le piramidi e a portare in Europa notizie su questi monumenti. Ciriaco parlò delle piramidi nei suoi Commentarii e testimoniò che esse erano l'unica meraviglia del mondo antico a essere sopravvissuta allo scorrere del tempo.

## Le tre Piramidi e le stelle della Cintura di Orione
Il libro del 1994 Il mistero di Orione (The Orion Mystery), scritto da Robert Bauval e Adrian Gilbert, best seller internazionale, cerca di dimostrare che le tre principali Piramidi della piana di Giza siano accuratamente allineate con le stelle che formano la "cintura" della costellazione di Orione. La realizzazione dei tre enormi monumenti sepolcrali rientrerebbe in un grande e articolato progetto astronomico fatto realizzare dai faraoni nel corso del tempo. Nel libro in questione i due autori, studiando in particolare la Piramide di Cheope, avanzano anche l'ipotesi che gli antichi egizi conoscessero bene il fenomeno astronomico chiamato precessione degli equinozi.
Secondo Andrew Collins, un altro autore in materia che notò come l'allineamento con le tre stelle della costellazione di Orione non fosse per nulla perfetto, le tre Piramidi di Giza corrisponderebbero invece a un altro gruppo di stelle nella costellazione del Cigno: le cosiddette ali del Cigno (le stelle ε, γ e δ Cygni), che corrisponderebbero alla perfezione con le tre Piramidi.